# Сільверон
Сільверон (швед. Silverån) — річка на півдні Швеції, у східній частині Йоталанду, ліва й найбільша притока річки Емон.   Довжина річки становить приблизно 75 км, площа басейну  — 702 км². Проходить через кілька озер, найбільшими з яких є Ошен (швед. Åsjön) й Хулінген (швед. Hulingen, площа — 6,88 км², висота над рівнем моря — 95 м, середня глибина — 1,7 м, максимальна глибина — 8,3 - 12 м, об'єм — 0,011 км³ ). Найбільшою притокою річки є Брусаон (швед. Brusaån, також Bruzaån), що впадає в неї південніше селища Маріаннлунд комуни Екше лену Єнчепінг.   